# Geständnis unter vier Augen
Geständnis unter vier Augen ist ein deutsches Spielfilmdrama aus dem Jahre 1954 von André Michel mit Hildegard Knef, Carl Raddatz und Ivan Desny in den Hauptrollen. Der Geschichte liegt der gleichnamige Roman von Hugo Maria Kritz, der sich auch am Drehbuch beteiligte, zugrunde.

## Handlung
Hilde Schaumburg-Garden arbeitete im frühen Nachkriegsdeutschland als junge Journalistin. Eines Tages lernt sie den smarten und weltgewandten Unternehmer Gregor Marmara kennen. Als dieser ihr eine Halskette schenkt läuten bei Hilde sämtliche Alarmglocken. Das Schmuckstück gehörte nämlich einst zu einem Konvolut von Preziosen, das sie 1939 in Rumänien bei ihrem mittlerweile verschollenen Vater zurückgelassen hatte. Die Halskette wurde schließlich Teil einer bekannten Diebstahlaffäre. Hilde fragt sich, wie dieser sehr selbstbeherrscht wirkende Marmara wohl in dessen Besitz gekommen sein könnte. Hildes Vater besaß einst auf dem Balkan eine Fabrik, und als das deutsche Kriegsglück in den 1940er Jahren nachließ, überstellte Hildes Vater die Halskette und andere Juwelen im Kriegsjahr 1944 an seinen Prokuristen Jorga, um sie der Tochter auszuhändigen. Doch keines der Schmuckstücke kam je bei Hilde an. 
Marmara erklärt gegenüber Hilde, er habe die Halskette kurz nach Kriegsende bei einem Schwarzhändler erworben. Der damalige Bewacher des Schmucks auf dem Weg zu Jorga soll versucht haben, den Prokuristen zu ermorden, um an den Schmuck zu kommen. Hilde ahnt nicht, dass Marmara eben jener Bewacher ist, der aus Gier zum Schurken wurde und 1944 Jorga erst den Schmuck abnahm und ihn nach dem Krieg ermordete. Die Journalistin in Hilde will diesen Fall nicht nur aus familiären Gründen aufklären. In Dr. Prigge, dem Vertreter der Kriminalpolizei, erhält sie einen wichtigen Helfer an ihre Seite. Immer mehr führen alle Spuren zu Marmara, auch wenn sich Hilde, die sich in den charmanten, fremdländisch wirkenden Mann verliebt hat, zunächst dagegen wehrt. Schließlich lassen die Beweise, die sie auftut, keinen anderen Schluss mehr zu. Da Hilde aber den Ganoven mit Glacéhandschuhen noch immer liebt, vernichtet sie alles Beweismaterial. Edelmütig stellt sich Marmara daraufhin selbst der Polizei.

## Produktionsnotizen
Geständnis unter vier Augen entstand im Filmatelier Göttingen sowie in Hamburg und im Valka-Lager bei Nürnberg und wurde am 15. September 1954 in Berlin uraufgeführt. Ein Tag darauf war die Hamburger Premiere. Am 9. September 1967 wurde der Streifen, der auch unter dem Titel Treffpunkt Kanalstraße lief, erstmals im deutschen Fernsehen (ZDF) ausgestrahlt.
Helmuth Volmer übernahm die Produktionsleitung. Ernst H. Albrecht entwarf die von Paul Markwitz ausgeführten Filmbauten. 
Der Film war im Januar 1955 deutscher Festivalbeitrag bei den III. Internationalen Filmfestspielen in Punta del Este, Uruguay.
Zehn Jahre nach ihrem großen Kinoerfolg Unter den Brücken standen die Knef und Raddatz hier erneut gemeinsam vor der Kamera.

## Kritiken
Im Spiegel hieß es: “Sorgsam gearbeiteter Kriminalfilm … mit reichlichem Seelenballast und sehr wenig Spannung. Arrivierter Schieber, der gelegentlich betrügt und mordet (Ivan Desny), liebt eine Journalistin (Hildegard Knef), deren von ihm unterschlagenes Erbe den Grundstein seines Millionärdaseins bildet. Was das Publikum sofort erfahren hat, merkt die Geliebte leider viel zu spät.”
Das Lexikon des Internationalen Films urteilt: „Ein Illustriertenroman wurde durch kompetente Regie, umsichtige Spannungs-Dramaturgie und erstklassige Schauspieler zur gepflegten Kriminal-Unterhaltung.“